# Perizoma lacteiguttata
Perizoma lacteiguttata är en fjärilsart som beskrevs av W. Warren 1893. Perizoma lacteiguttata ingår i släktet Perizoma och familjen mätare. Inga underarter finns listade i Catalogue of Life.